# Michel Stievenard
Michel Stievenard (født 21. september 1937 i Waziers, Frankrig) er en tidligere fransk fodboldspiller, der spillede som angriber. Han var på klubplan tilknyttet RC Lens og Angers SCO, og spillede desuden to kampe for det franske landshold. Han var med på det franske hold til EM i 1960.